# Gagra

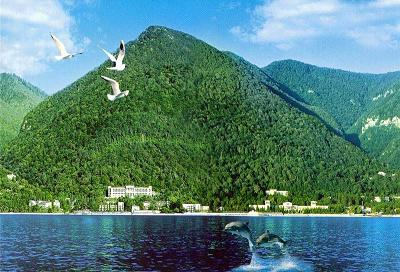
La mar Negra a Gagra

Gagra és una ciutat d'Abkhàzia, a l'oest de Geòrgia, situada a la costa nord-oriental de la mar Negra, al peu de les muntanyes del Caucas. El seu clima subtropical va fer de Gagra una popular estació balneària a l'època soviètica.
Des de la guerra d'Abkhàzia a la dècada de 1990, tanmateix, la ciutat s'ha anat despoblant i arruïnant de forma creixent. El 1989 tenia 26.636 habitants, però actualment en té molts menys a causa de l'expulsió en massa d'Abkhàzia de la població d'origen georgià.